# Ын (река)
Ын — река в России, протекает по Республике Коми. Устье реки находится в 46 км по левому берегу реки Нем. Длина реки составляет 114 км, площадь водосборного бассейна — 716 км².

## Данные водного реестра
По данным государственного водного реестра России относится к Двинско-Печорскому бассейновому округу, водохозяйственный участок реки — Вычегда от истока до города Сыктывкар, речной подбассейн реки — Вычегда. Речной бассейн реки — Северная Двина.
Код объекта в государственном водном реестре — 03020200112103000014930.